# 維登 (阿爾高州)

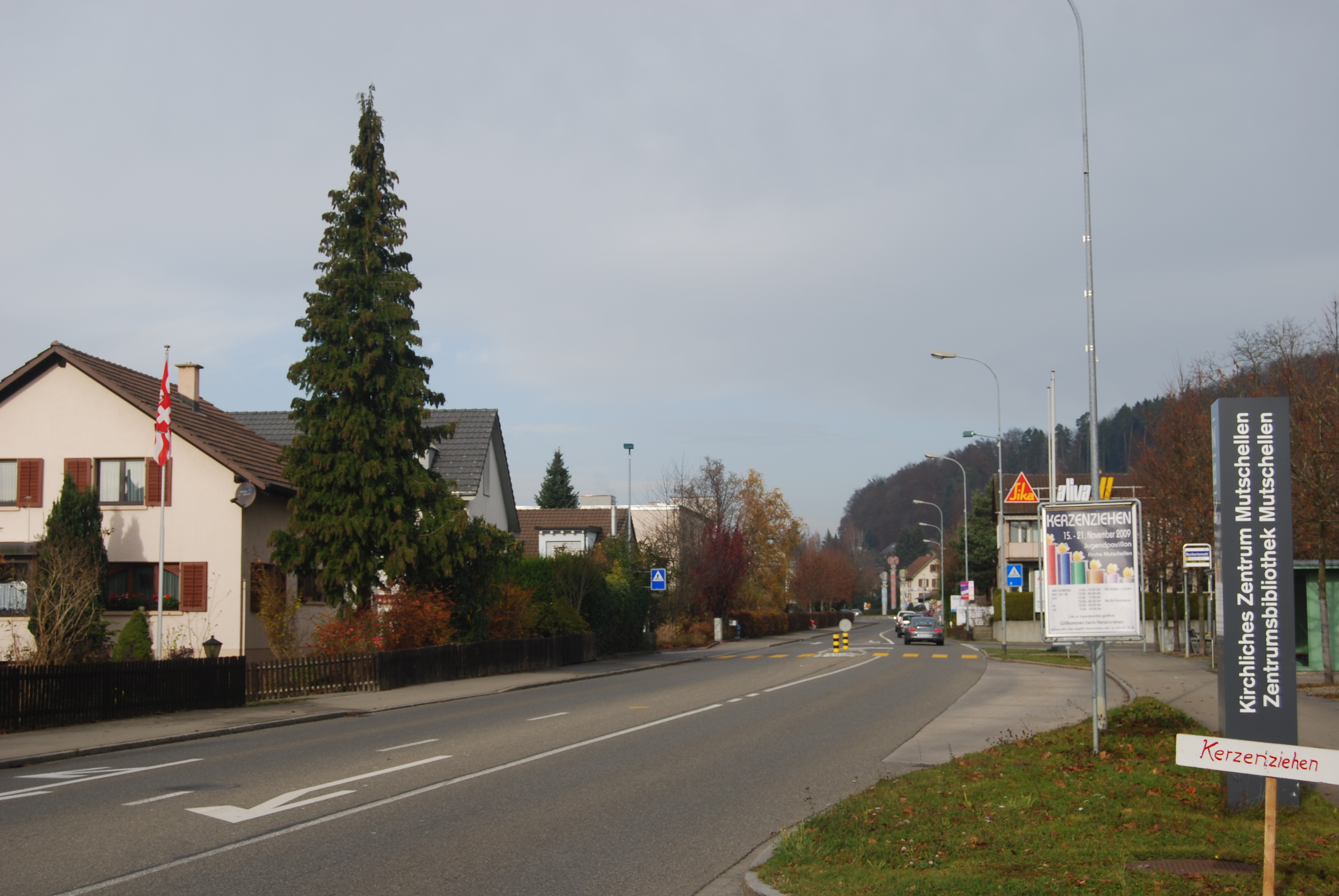

維登是瑞士的城鎮，位於該國北部，由阿爾高州負責管轄，面積2.61平方公里，海拔高度381米，2012年人口3,517，四成人口信奉羅馬天主教，人口密度每平方公里1348人。